# ZZ Top Eliminator
Pour les articles homonymes, voir Eliminator.
ZZ Top Eliminator est une automobile de collection Hot rod de 1982, à base de Ford modèle B V8 de 1933. Elle appartient à Billy Gibbons (guitariste leader star du célèbre groupe de blues rock ZZ Top, fondé en 1971 à Houston au Texas). Inspirée de la Kustom Kulture américaine des années 1950, elle participe en tant qu'emblème du groupe, à son succès et à sa légende internationale,.

## Historique
En 1976 Billy Gibbons achète cette Ford modèle B V8 coupé de 1933 à Tucson en Arizona, et la fait customiser en Hot rod personnalisé rouge vif, marqué des trois bandes ZZ Top, par Don Thelen de Paramount en Californie. Elle est motorisée par un moteur V8 Turbo 350 ci Chevrolet de General Motors, et inaugurée sur Sunset Boulevard à Los Angeles en 1982.

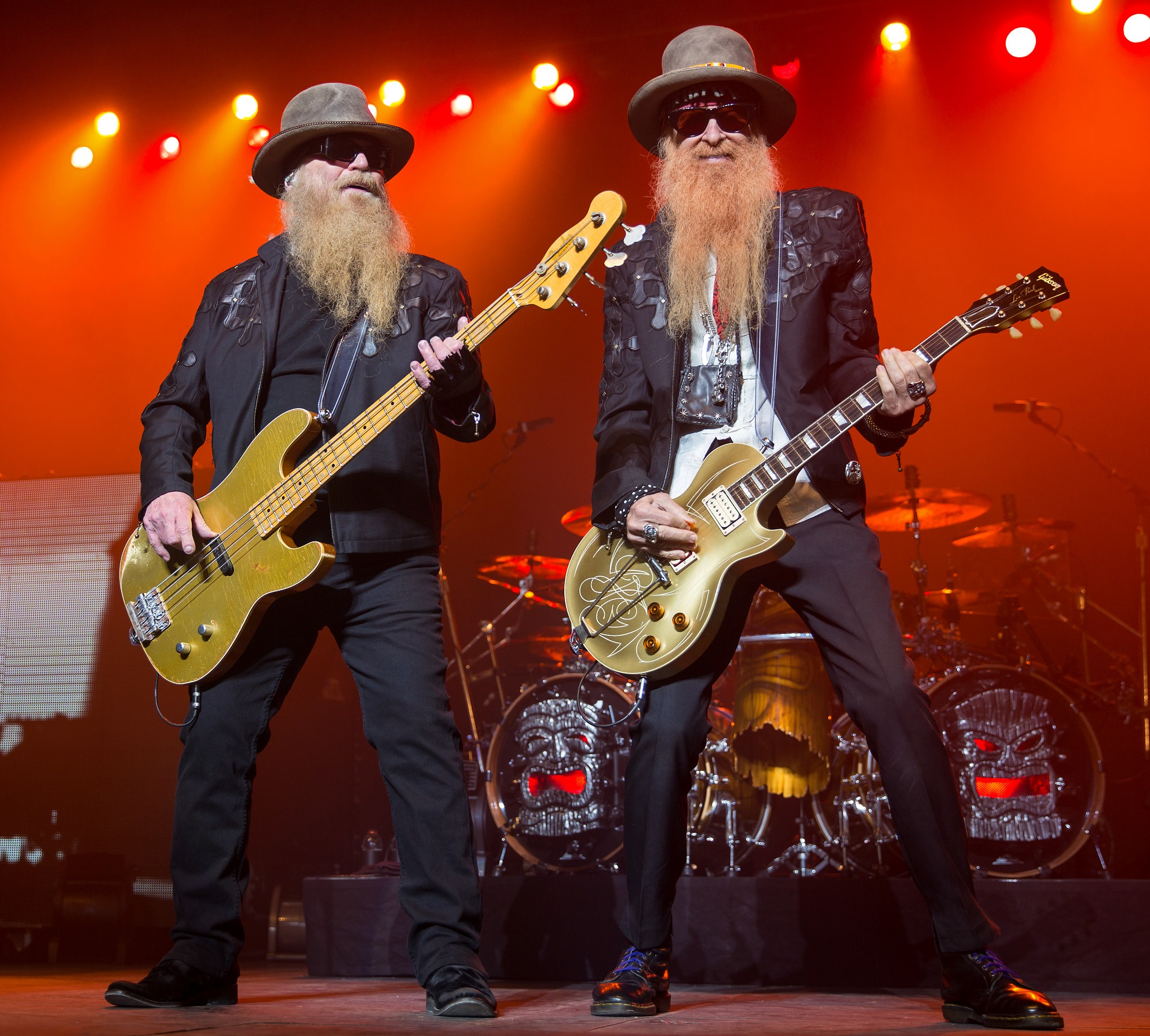
ZZ Top en 2015.
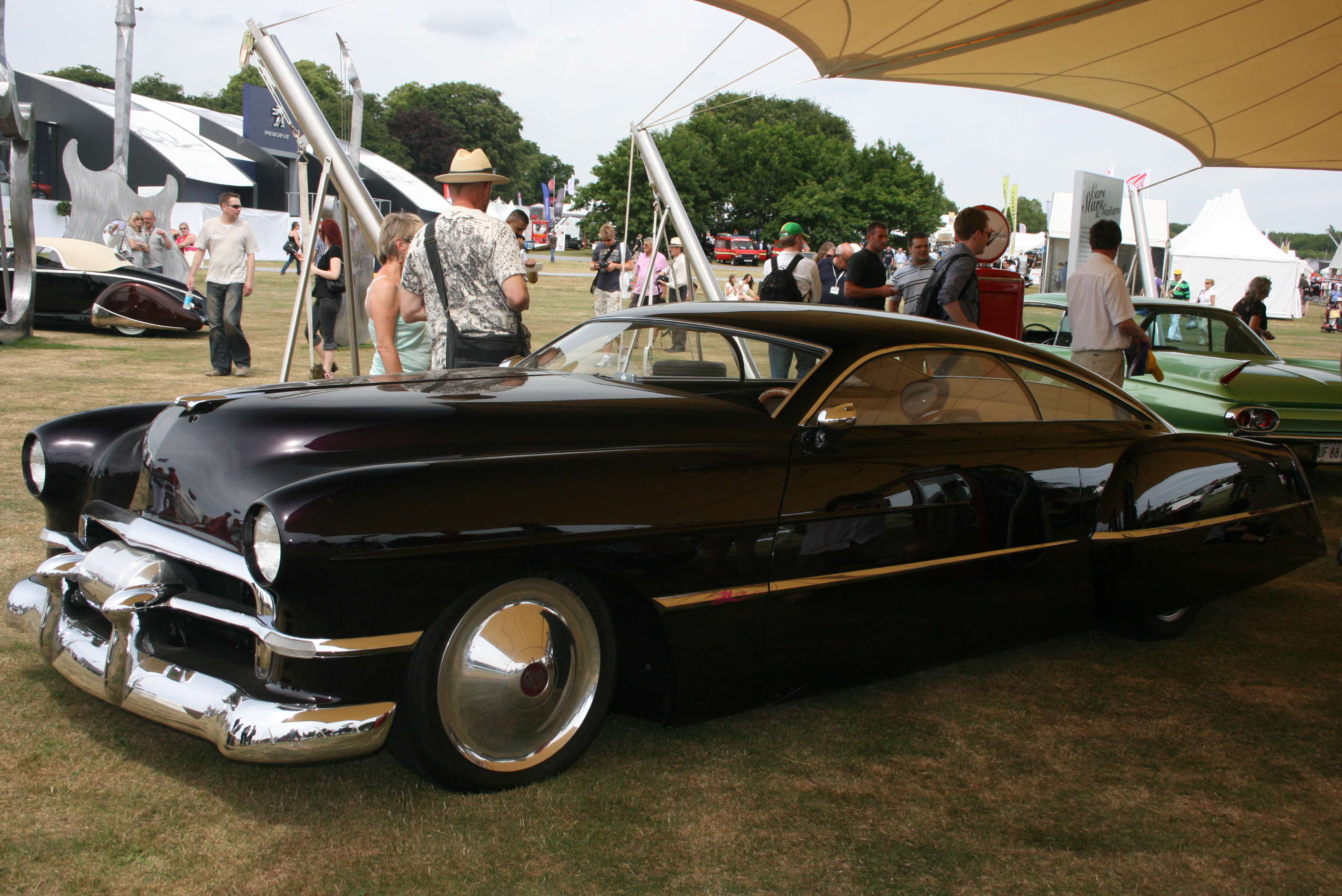
CadZZilla (autre Hot rod du groupe à base de Cadillac Série 62 Sedanette de 1948).

Inspiré de la Kustom Kulture américaine des années 1950, ce Hot Rod inspire l’album Eliminator de Warner Music Group de 1983. Vendu à plus de 10 millions d'exemplaires dans le monde entier (plus gros succès historique du groupe, parmi les 500 plus grands albums de tous les temps selon Rolling Stone), il propulse les trois membres de ZZ Top (Billy Gibbons, Dusty Hill et Frank Beard) dans la légende internationale du Blues rock.
Elle apparaît avec le groupe ZZ Top et des Pin-up dans :
- 1983 : sur la pochette de l’album Eliminator et dans les trois clips principaux de l'album : Sharp Dressed Man, Gimme All Your Lovin' et Legs
- 1985 : en navette spatiale en orbite terrestre sur la pochette de l'album Afterburner (qui signifie postcombustion en français) de Warner Bros. Records
- 2004 : sur la pochette de l'album compilation Rancho Texicano
- dans de nombreuses tournées américaines de promotions du groupe (avec sa copie clone)
- dans de nombreux magazines spécialisés, et de nombreux reportages télévisés, dans le monde entier.

À la suite du succès d'Eliminator et de son premier Hot rod, Billy Gibbons est devenu fan de voitures et de motos personnalisées, dont il collectionne plusieurs modèles, dont CadZZilla (Hot rod de 1996, à base de Cadillac Série 62 Sedanette de 1948). À ce jour, Billy Gibbons dispose toujours de la version clone de ZZ Top Eliminator, alors que l'originale est exposée au « Temple de la renommée du Rock 'n' roll » (Rock and Roll Hall of Fame) de Cleveland dans l'Ohio aux États-Unis.